# Ресака (Џорџија)
Ресака (енгл. Resaca) град је у америчкој савезној држави Џорџија. По попису становништва из 2010. у њему је живело 544 становника.

## Демографија
Према попису становништва из 2010. у граду је живело 544 становника, што је 271 (33,3%) становника мање него 2000. године.
| Група             | 2000.       | 2010.       |
| Белци             | 618 (75,8%) | 380 (69,9%) |
| Афроамериканци    | 22 (2,7%)   | 4 (0,7%)    |
| Азијати           | 7 (0,9%)    | 2 (0,4%)    |
| Хиспаноамериканци | 153 (18,8%) | 143 (26,3%) |
| Укупно            | 815         | 544         |